# Robert Fuchs
Robert Fuchs, avstrijski skladatelj in glasbeni učitelj, * 15. februar 1847, Frauenthal an der Laßnitz, † 19. februar 1927, Dunaj.

## Življenje
Robert Fuchs se je rodil kot trinajsti otrok podeželskemu šolskemu hišniku, njegov oče je bil tudi cerkveni organist in ustvarjalec manjših skladb. Glasbeno šolanje je začel v St. Peter v Sulmtalu, v Wiesu in Mariboru, nato v Gradcu. Najprej je bil učitelj v Gradcu, leta 1865 pa je odšel na Dunaj, kjer je študiral skladateljstvo pri Antonu Brucknerju in Johannu Desoffu. Leta 1872 so Dunajski filharmoniki prvič zaigrali njegovo simfonijo, in leta 1874 je imel njegov največji uspeh s serenado op. 9, s katero je dobil tudi vzdevek serenaden-Fuchs.